# Liste des monuments historiques de Rouffach
Ce tableau présente la liste de tous les monuments historiques de Rouffach (Haut-Rhin), classés ou inscrits.

## Monuments historiques
Selon la base Mérimée, il y a 27 monuments historiques à Rouffach, inscrits ou classés.
| Monument | Adresse                                                                | Coordonnées                      | Notice         | Protection | Date | Illustration |
| --- | ---------------------------------------------------------------------- | -------------------------------- | -------------- | ---------- | ---- | --- |
| Couvent des Récollets façades, toitures, cloître, sols                                                                                      | 9-11, rue du Quatrième-Régiment-des-Spahis-Marocains Rue des Récollets | 47° 57′ 26″ nord, 7° 17′ 41″ est | « PA00085768 » | Inscrit    | 1991 | Couvent des Récolletsfaçades, toitures, cloître, sols                                                                                      |
| Église Saint-Arbogast (église Notre-Dame-de-l'Assomption) église                                                                            | Place de la République                                                 | 47° 57′ 24″ nord, 7° 17′ 59″ est | « PA00085638 » | Classé     | 1841 | Église Saint-Arbogast (église Notre-Dame-de-l'Assomption)église                                                                            |
| Église des Récollets église | Rue des Récollets                                                      | 47° 57′ 27″ nord, 7° 17′ 41″ est | « PA00085637 » | Classé     | 1921 | Église des Récolletséglise |
| Enceinte fortifiée vestiges de l'enceinte                                                                                                   | 4, rue de Lucelle Rue des Vents Rue des Récollets Rue du Tir           | 47° 57′ 27″ nord, 7° 18′ 07″ est | « PA00085639 » | Inscrit    | 1988 | Enceinte fortifiéevestiges de l'enceinte                                                                                                   |
| Halle aux blés ancienne halle | 6bis, place de la République                                           | 47° 57′ 22″ nord, 7° 17′ 58″ est | « PA00085641 » | Classé     | 1921 | Halle aux blésancienne halle |
| Ancien hôtel de ville hôtel de ville | 8, place de la République                                              | 47° 57′ 22″ nord, 7° 18′ 00″ est | « PA00085642 » | Classé     | 1921 | Ancien hôtel de villehôtel de ville |
| Maison façades avec oriel, toitures | 11, rue Poincaré                                                       | 47° 57′ 37″ nord, 7° 17′ 49″ est | « PA00085649 » | Inscrit    | 1929 | Maisonfaçades avec oriel, toitures |
| Maison façade avec bas-relief | 11, Rue Claude-Ignace-Callinet                                         | 47° 57′ 30″ nord, 7° 17′ 42″ est | « PA00085645 » | Inscrit    | 1929 | Maisonfaçade avec bas-relief |
| Maison façade avec oriel, puits | 17, rue Poincaré                                                       | 47° 57′ 35″ nord, 7° 17′ 49″ est | « PA00085650 » | Inscrit    | 1929 | Maisonfaçade avec oriel, puits |
| Maison façades, toitures | 2, rue de la Poterne                                                   | 47° 57′ 24″ nord, 7° 17′ 57″ est | « PA00085652 » | Inscrit    | 1929 | Maisonfaçades, toitures |
| Maison porte | 2, rue du Marché                                                       | 47° 57′ 25″ nord, 7° 17′ 57″ est | « PA00085646 » | Classé     | 1921 | Maisonporte |
| Maison façade sur rue avec oriel, passage d'entrée, façade sur cour avec tourelle, toiture                                                  | 2, rue Claude-Ignace-Callinet                                          | 47° 57′ 29″ nord, 7° 17′ 44″ est | « PA00085644 » | Inscrit    | 1929 | Maisonfaçade sur rue avec oriel, passage d'entrée, façade sur cour avec tourelle, toiture                                                  |
| Maison façades avec oriel, toitures, plafond Renaissance                                                                                    | 23, rue Poincaré                                                       | 47° 57′ 34″ nord, 7° 17′ 48″ est | « PA00085651 » | Inscrit    | 1929 | Maisonfaçades avec oriel, toitures, plafond Renaissance                                                                                    |
| Maison portail | 4, place de la République                                              | 47° 57′ 24″ nord, 7° 17′ 58″ est | « PA00085657 » | Inscrit    | 1929 | Maisonportail |
| Maison façade, toiture, salle au premier étage                                                                                              | 4, rue de la Poterne                                                   | 47° 57′ 24″ nord, 7° 17′ 57″ est | « PA00085653 » | Inscrit    | 1929 | Maisonfaçade, toiture, salle au premier étage                                                                                              |
| Maison façade | 4, rue de la Prévôté                                                   | 47° 57′ 25″ nord, 7° 17′ 52″ est | « PA00085654 » | Inscrit    | 1929 | Maisonfaçade |
| Maison façades, toitures | 5, rue du Marché                                                       | 47° 57′ 26″ nord, 7° 17′ 55″ est | « PA00085647 » | Inscrit    | 1929 | Maisonfaçades, toitures |
| Maison maison | 55, rue Rettig                                                         | 47° 57′ 35″ nord, 7° 17′ 54″ est | « PA68000042 » | Inscrit    | 2005 | Maisonmaison |
| Maison façades, toitures | 65, rue du Quatrième-Régiment-des-Spahis-Marocains                     | 47° 57′ 30″ nord, 7° 17′ 40″ est | « PA00085655 » | Inscrit    | 1929 | Maisonfaçades, toitures |
| Maison façades, toitures | 7, rue du Maréchal-Joffre                                              | 47° 57′ 27″ nord, 7° 17′ 53″ est | « PA00085648 » | Inscrit    | 1929 | Maisonfaçades, toitures |
| Maison mur de clôture, portes | 8-10, rue Rettig                                                       | 47° 57′ 29″ nord, 7° 17′ 52″ est | « PA00085658 » | Inscrit    | 1929 | Maisonmur de clôture, portes |
| Maison de l'Œuvre Notre-Dame façades, toitures                                                                                              | 7, place de la République                                              | 47° 57′ 20″ nord, 7° 17′ 59″ est | « PA00085656 » | Inscrit    | 1965 | Maison de l'Œuvre Notre-Damefaçades, toitures                                                                                              |
| Maison des Trois Dames façades, toitures | 15, rue du Maréchal-Lefebvre                                           | 47° 57′ 27″ nord, 7° 18′ 03″ est | « PA00085643 » | Inscrit    | 1975 | Maison des Trois Damesfaçades, toitures |
| Presbytère mur de clôture, corps principal (façades, toiture, escalier en vis avec cage, cellier avec piliers), aile nord, façades, toiture | 12, rue des Prêtres                                                    | 47° 57′ 30″ nord, 7° 17′ 59″ est | « PA68000034 » | Inscrit    | 2001 | Presbytèremur de clôture, corps principal (façades, toiture, escalier en vis avec cage, cellier avec piliers), aile nord, façades, toiture |
| Stockbrunnen ancienne fontaine | Place du Maréchal-Foch                                                 | 47° 57′ 26″ nord, 7° 17′ 55″ est | « PA00085640 » | Inscrit    | 1929 | Stockbrunnenancienne fontaine |
| Synagogue vestiges | 8, rue Ullin                                                           | 47° 57′ 28″ nord, 7° 17′ 56″ est | « PA00085659 » | Classé     | 1921 | Synagoguevestiges |
| Tour des Sorcières tour | Place de la République                                                 | 47° 57′ 20″ nord, 7° 17′ 59″ est | « PA00085660 » | Classé     | 1921 | Tour des Sorcièrestour |

## Mobiliers historiques
Selon la base Palissy, il y a 54 objets monuments historiques à Rouffach.
| Monument historique | Localisation                                                                | Protection | Date de la protection | Référence            | Photo |
| --- | --------------------------------------------------------------------------- | ---------- | --------------------- | -------------------- | ----- |
| statue : Vierge à l'Enfant | ancienne halle aux blés ; musée du Bailliage                                | classé     | 2003                  | Notice no PM68000865 |       |
| statue : Jésus au Jardin des oliviers                                                                                               | ancienne halle aux Blés ; musée du Bailliage                                | inscrit    | 1999                  | Notice no PM68001348 |       |
| statue : Saint-François d'Assise | ancienne halle aux Blés ; musée du Bailliage                                | inscrit    | 1999                  | Notice no PM68001347 |       |
| statue : Saint-Jean Népomucène | ancienne halle aux Blés ; musée du Bailliage                                | inscrit    | 1999                  | Notice no PM68001346 |       |
| deux statues : saints Jésuites | ancienne halle aux Blés ; musée du Bailliage                                | inscrit    | 1999                  | Notice no PM68001345 |       |
| statue : Saint-Jésuite | ancienne halle aux Blés ; musée du Bailliage                                | inscrit    | 1999                  | Notice no PM68001344 |       |
| statue : Saint-Jésuite | ancienne halle aux Blés ; musée du Bailliage                                | inscrit    | 1999                  | Notice no PM68001343 |       |
| statue : Saint-Pierre | ancienne halle aux Blés ; musée du Bailliage                                | inscrit    | 1999                  | Notice no PM68001342 |       |
| statue : Saint-Blaise | ancienne halle aux Blés ; musée du Bailliage                                | classé     | 2000                  | Notice no PM68000791 |       |
| groupe sculpté : Vierge de Pitié | ancienne halle aux Blés ; musée du Bailliage                                | classé     | 2000                  | Notice no PM68000785 |       |
| statue : Vierge à l'Enfant dite Vierge des Récollets                                                                                | ancienne halle aux Blés ; musée du Bailliage                                | classé     | 2000                  | Notice no PM68000780 |       |
| jacquemart de l'église Notre-Dame : Adam et Eve de part et d'autre de l'Arbre de la Connaissance, Tête de mort et masque du "Lalli" | ancienne halle aux Blés ; musée du Bailliage ; dépôt de l'église Notre-Dame | classé     | 2000                  | Notice no PM68000774 |       |
| statue : Vierge à l'Enfant | ancienne halle aux Blés ; musée du Bailliage ; dépôt de l'église Notre-Dame | classé     | 2000                  | Notice no PM68000773 |       |
| horloge d'édifice, mécanismes d'horloge (mécanismes annexes) et armoire                                                             | église catholique Notre-Dame de l'Assomption                                | inscrit    | 2001                  | Notice no PM68001575 |       |
| tableau et son cadre : Saint-Valentin et l'épileptique                                                                              | église catholique Notre-Dame de l'Assomption                                | inscrit    | 1999                  | Notice no PM68001335 |       |
| statue : Christ en croix | église catholique Notre-Dame de l'Assomption                                | inscrit    | 1999                  | Notice no PM68001334 |       |
| statue de procession : Vierge de l'Immaculée Conception                                                                             | église catholique Notre-Dame de l'Assomption                                | inscrit    | 1999                  | Notice no PM68001333 |       |
| buste-reliquaire de Saint-Valentin                                                                                                  | église catholique Notre-Dame de l'Assomption                                | inscrit    | 1999                  | Notice no PM68001332 |       |
| stalles de chœur | église catholique Notre-Dame de l'Assomption                                | inscrit    | 1999                  | Notice no PM68001331 |       |
| orgue de tribune : partie instrumentale de l'orgue                                                                                  | église catholique Notre-Dame de l'Assomption                                | classé     | 2003                  | Notice no PM68000935 |       |
| orgue de tribune : buffet d'orgue                                                                                                   | église catholique Notre-Dame de l'Assomption                                | classé     | 2003                  | Notice no PM68000934 |       |
| orgue de tribune | église catholique Notre-Dame de l'Assomption                                | classé     | 2003                  | Notice no PM68000933 |       |
| ostensoir | église catholique Notre-Dame de l'Assomption                                | classé     | 2001                  | Notice no PM68000819 |       |
| calice, patène | église catholique Notre-Dame de l'Assomption                                | classé     | 2001                  | Notice no PM68000818 |       |
| calice, patène | église catholique Notre-Dame de l'Assomption                                | classé     | 2001                  | Notice no PM68000817 |       |
| calice | église catholique Notre-Dame de l'Assomption                                | classé     | 2001                  | Notice no PM68000816 |       |
| calice | église catholique Notre-Dame de l'Assomption                                | classé     | 2001                  | Notice no PM68000815 |       |
| dalle funéraire (gisant) d'un chevalier (Werner Falke ?), parfois attribuée à Woelflin de Rouffach                                  | église catholique Notre-Dame de l'Assomption                                | classé     | 2000                  | Notice no PM68000786 |       |
| statue : Vierge à l'Enfant | église catholique Notre-Dame de l'Assomption                                | classé     | 2000                  | Notice no PM68000782 |       |
| fonts baptismaux et leur couvercle, barre de tirage et potence                                                                      | église catholique Notre-Dame de l'Assomption                                | classé     | 2000                  | Notice no PM68000781 |       |
| chaire à prêcher | église des Franciscains                                                     | classé     | 2000                  | Notice no PM68000787 |       |
| croix de procession, dite croix de Jérusalem                                                                                        | église paroissiale Notre-Dame                                               | classé     | 1969                  | Notice no PM68000328 |       |
| groupe sculpté : la Déploration du Christ                                                                                           | église paroissiale Notre-Dame                                               | classé     | 1968                  | Notice no PM68000327 |       |
| retable, tableau : saint-François d'Assise                                                                                          | église paroissiale des récollets                                            | classé     | 1991                  | Notice no PM68000556 |       |
| retable, tableau : moine franciscain                                                                                                | église paroissiale des récollets                                            | classé     | 1991                  | Notice no PM68000555 |       |
| autel, retable, tableau (maître-autel) : le Martyre de sainte Catherine                                                             | église paroissiale des récollets                                            | classé     | 1991                  | Notice no PM68000554 |       |
| cadran solaire | église paroissiale des récollets                                            | classé     | 1921                  | Notice no PM68000329 |       |
| armoire | hospice Saint-Jacques ; hôpital                                             | inscrit    | 1996                  | Notice no PM68001309 |       |
| commode | hospice Saint-Jacques ; hôpital                                             | inscrit    | 1996                  | Notice no PM68001308 |       |
| commode surmontée d'une armoire (commode surmontée d'un buffet)                                                                     | hospice Saint-Jacques ; hôpital                                             | inscrit    | 1996                  | Notice no PM68001307 |       |
| tableau : Portrait en buste du Maréchal François-Joseph Lefebvre                                                                    | hôtel de ville                                                              | inscrit    | 1999                  | Notice no PM68001330 |       |
| 2 têtes du jacquemart de l'église Notre-Dame : Adam et Eve                                                                          | hôtel de ville                                                              | classé     | 2000                  | Notice no PM68000784 |       |
| buste : Maréchal François Joseph Lefebvre, socle                                                                                    | hôtel de ville                                                              | classé     | 2000                  | Notice no PM68000783 |       |
| poêle de chauffage | institut Saint-Joseph                                                       | classé     | 2003                  | Notice no PM68000851 |       |
| tableau : Saint-Arbogast rappelant à la vie le prince Siegbert                                                                      | presbytère catholique, ancienne maison du Grand Chapitre                    | inscrit    | 1999                  | Notice no PM68001341 |       |
| 13 bâtons de procession à panonceaux peints : Vie de la Vierge et du Christ                                                         | presbytère catholique, ancienne maison du Grand Chapitre                    | inscrit    | 1999                  | Notice no PM68001340 |       |
| statue : Saint-Jésuite | presbytère catholique, ancienne maison du Grand Chapitre                    | inscrit    | 1999                  | Notice no PM68001339 |       |
| statue : Saint-Stanislas Kostka (?) portant l'Enfant Jésus                                                                          | presbytère catholique, ancienne maison du Grand Chapitre                    | inscrit    | 1999                  | Notice no PM68001338 |       |
| groupe sculpté : Saint-Georges terrassant le dragon                                                                                 | presbytère catholique, ancienne maison du Grand Chapitre                    | inscrit    | 1999                  | Notice no PM68001337 |       |
| statue : Sainte Marguerite | presbytère catholique, ancienne maison du Grand Chapitre                    | inscrit    | 1999                  | Notice no PM68001336 |       |
| statue : Saint-Sébastien | presbytère catholique, ancienne maison du Grand Chapitre                    | classé     | 2000                  | Notice no PM68000794 |       |
| statue (gisant) de sain-François-Xavier                                                                                             | presbytère catholique, ancienne maison du Grand Chapitre                    | classé     | 2000                  | Notice no PM68000796 |       |
| statue : Vierge à l'Enfant | presbytère catholique, ancienne maison du Grand Chapitre                    | classé     | 2000                  | Notice no PM68000795 |       |
| poêle de chauffage du Grand Chapitre de Strasbourg                                                                                  | presbytère catholique, ancienne maison du Grand Chapitre                    | classé     | 2000                  | Notice no PM68000793 |       |